# Chrysso volcanensis
Chrysso volcanensis är en spindelart som beskrevs av Levi 1962. Chrysso volcanensis ingår i släktet Chrysso och familjen klotspindlar. Inga underarter finns listade i Catalogue of Life.